# Guillermo Portabales
Guillermo Portabales (José Guillermo Quesada del Catillo) (* 6. April 1911 in Rodas, in der heutigen Provinz Cienfuegos; † 25. Oktober 1970) war ein kubanischer Sänger und Gitarrist, der den Guajira-Stil von den 1930er bis in die 1960er Jahre populär machte. Er genießt in ganz Lateinamerika hohe Popularität. Seine größte Erfolge waren El Carretero, Cuando salí de Cuba und Al Vaivén de mi Carreta.

## Leben
Mit elf Jahren begann er als Druckerassistent in der Provinz Cienfuegos zu arbeiten. 1928 gab er sein Radiodebüt. Zu Beginn führte Portabales verschiedene Stile in seinem Repertoire, etwa Canción, Tango, Bolero und Son, bis er entdeckte, dass seinen Zuhörern seine Guajiras am meisten gefielen. Daher verfeinerte er diesen Stil und prägte die Salon Guajira, in deren Texten er das Leben der Guajiros, der Landbevölkerung, beschrieb. Portabales sang und spielte Gitarre, begleitet von Bass und Perkussion. In seinen Guajiras mischen sich Elemente des traditionellen Son mit Bolero.
Portabales spielte auf Ostkuba, bis er 1936 nach Puerto Rico eingeladen wurde. Dort blieb er für mehrere Jahre und sang in Clubs und für das Radio. 1939 heiratete er die Puerto-Ricanerin Arah Mina López, eine Journalisten, die ihn auf Reisen nach Kolumbien, Venezuela, Ecuador, Peru, Panama, New York und Tampa in Florida begleitete.
1940 kehrte Portabales nach Havanna zurück, um dort mit dem Trio Matamoros zu spielen. Er unternahm eine Tournee durch die Vereinigten Staaten und blieb für längere Zeit in Barranquilla in Kolumbien. 1953 ließ sich Portabales endgültig in Puerto Rico nieder. 1970 verstarb er bei einem Autounfall.